# Anni 1480
Gli anni 1480 sono il decennio che comprende gli anni dal 1480 al 1489 inclusi.

## Personaggi
- Lorenzo il Magnifico